# The Kitschies
The Kitschies  ist ein britischer Literaturpreis, der seit 2010 für Werke aus dem Bereich Science-Fiction, Fantasy und Horrorliteratur verliehen wird. Der Preis wurde ins Leben gerufen von Anne C. Perry and Jared Shurin, den Gründern und Hauptautoren des Pornokitsch-Weblogs – daher der Name Kitschies. Von 2010 bis 2013 wurde der Preis von der Spirituosenfirma Kraken Rum gesponsert, weshalb die Kategorien bzw. Preistrophäen verschiedenfarbige Tentakel sind.
Ausgezeichnete Werke sollen jeweils im Vorjahr im Vereinigten Königreich erschienene Werke sein, die spekulative bzw. fantastische Elemente enthalten und die „progressivsten, intelligentesten und unterhaltsamsten“ sind.
Auszeichnungen werden in den folgenden Kategorien vergeben:
- Red Tentacle: Best novel / bester Roman
- Golden Tentacle: Best debut novel / bester Erstlingsroman
- Inky Tentacle: Best cover art / bestes Cover
- Invisible Tentacle: Best natively digital fiction / beste Web-Publikation
- Black Tentacle: Judges’ discretion / Preis der Jury

Preistrophäen sind handgefertigte Tentakel aus Stoff. Der Red Tentacle ist mit £1000, Golden und Inky Tentacle jeweils mit £500 dotiert.

## Preisträger und Nominierungen
Die Jahreszahlen beziehen sich auf das Jahr der Verleihung. 2017 wurde der Preis nicht vergeben, da ein neuer Sponsor gesucht wurde.

### Red Tentacle (Bester Roman)
2021
- Gewinner: Susanna Clarke: Piranesi

2020
- Gewinner: Jan Carson: The Fire Starters

2019
- Gewinner: Madeline Miller: Circe
- Finalisten:
  - Becky Chambers: Record of a Spaceborn Few
  - Tade Thompson: Rosewater
  - Simon Ings: The Smoke
  - Lavie Tidhar: Unholy Land

2018
- Gewinner: Nina Allan: The Rift
- Finalisten:
  - Michelle Tea: Black Wave
  - William Sutcliffe: We See Everything
  - Deon Meyer: Fever, Übersetzung von L. Seegers
  - Jess Richards: City of Circles

2016
- Gewinner: Margaret Atwood: The Heart Goes Last
- Finalisten:
  - Dave Hutchinson: Europe at Midnight
  - Hugo Wilcken: The Reflection
  - N. K. Jemisin: The Fifth Season
  - Adam Roberts: The Thing Itself

2015
- Gewinner: Andrew A. Smith: Grasshopper Jungle
- Finalisten:
  - Nnedi Okorafor: Lagoon
  - William Gibson: The Peripheral
  - Will Wiles: The Way Inn
  - Nina Allan: The Race

2014
- Gewinner: Ruth Ozeki: A Tale for the Time Being
- Finalisten:
  - Anne Carson: Red Doc>
  - Thomas Pynchon: Bleeding Edge
  - Patrick Ness: More Than This
  - James Smythe: The Machine

2013
- Gewinner: Nick Harkaway: Angelmaker
- Finalisten:
  - Jesse Bullington: The Folly of the World
  - Frances Hardinge: A Face Like Glass
  - Adam Roberts: Jack Glass
  - Juli Zeh: The Method

2012
- Gewinner: Patrick Ness, Siobhan Dowd: A Monster Calls
- Finalisten:
  - Jesse Bullington: The Enterprise of Death
  - China Miéville: Embassytown
  - Jane Rogers: The Testament of Jessie Lamb
  - Lavie Tidhar: Osama

2011
- Gewinner: Lauren Beukes: Zoo City
- Finalisten:
  - Scott Andrews: Children's Crusade
  - China Miéville: Kraken
  - K. J. Parker: The Folding Knife
  - Jean-Christophe Valtat: Aurorarama

2010
- Gewinner: China Miéville: The City & the City
- Finalisten:
  - Joe Abercrombie: Best Served Cold
  - Jane Austen, Seth Grahame-Smith: Pride and Prejudice and Zombies
  - Lev Grossman: The Magicians
  - Reif Larsen: The Selected Works of T. S. Spivet

### Golden Tentacle (Bester Debütroman)
2021
- Gewinner: Micaiah Johnson: The Space Between Worlds

2020
- Gewinner: Clare Rees: Jelly

2019
- Gewinner: Ahmed Saadawi: Frankenstein in Baghdad
- Finalisten:
  - Tomi Adeyemi: Children of Blood and Bone
  - Rebecca F. Kuang: The Poppy War
  - Sue Burke: Semiosis
  - Sour Land, Rebecca Ley: Sweet Fruit

2018
- Gewinner: Hunger Makes the Wolf, by Alex “Acks” Wells
- Finalisten:
  - Carmen Marcus: How Saints Die
  - RJ Barker: Age of Assassins
  - JY Yang: The Black Tides of Heaven
  - Liz Ziemska: Mandelbrot the Magnificent

2016
- Gewinner: Tade Thompson: Making Wolf
- Finalisten:
  - Sara Taylor: The Shore
  - A. Igoni Barrett: Blackass
  - Kirsty Logan: The Gracekeepers
  - Paul Meloy: The Night Clock

2015
- Gewinner: Hermione Eyre: Viper Wine
- Finalisten:
  - Monica Byrne: The Girl in the Road
  - Emmi Itäranta: Memory of Water
  - Becky Chambers: The Long Way to a Small, Angry Planet
  - Hanya Yanagihara: The People in the Trees

2014
- Gewinner: Ann Leckie: Ancillary Justice
- Finalisten:
  - Monica Hesse: Stray
  - Anne Charnock: A Calculated Life
  - Ramez Naam: Nexus
  - Robin Sloan: Mr. Penumbra's 24-Hour Bookstore

2013
- Gewinner: Karen Lord: Redemption in Indigo
- Finalisten:
  - Madeline Ashby: vN
  - Jenni Fagan: Panopticon
  - Rachel Hartman: Seraphina
  - Tom Pollock: The City's Son

2012
- Gewinner: Kameron Hurley: God's War
- Finalisten:
  - Douglas Hulick: Among Thieves
  - Erin Morgenstern: The Night Circus
  - Ransom Riggs: Miss Peregrine's Home for Peculiar Children
  - Fred Venturini: The Samaritan

2011
- Gewinner: Maurice Broaddus: King Maker

### Inky Tentacle (Beste Cover und Illustrationen)
2021
- Gewinner: Cover für Jonathan Lethem: The Arrest

2020
- Gewinner: Cover für Yoko Ogawa: The Memory Police

2019
- Gewinner: Suzanne Dean für Haruki Murakami: Killing Commendatore
- Finalisten:
  - Rafaela Romaya für Lidia Yuknavitch: The Book of Joan
  - Mike Topping für Slender Man
  - James Nunn für Simon Ings: The Smoke
  - Anna Mill und Luke Jones für Square Eyes

2018
- Gewinner: Jack Smyth und das S&S Art Department für das Cover von Maja Lunde: The History of Bees
- Finalisten:
  - David Dean für die Illustrationen von Kate Saunders: The Land of Neverendings
  - Rose Stafford für die Illustrationen von Michelle Tea: Black Wave
  - Black Sheep für Umschlagentwurf und Illustrationen von Adam Roberts: The Real-Town Murders
  - Richard Shailer für Gavin Chait: Our Memory like Dust

2016
- Gewinner: Jet Purdie für Sally Gardner: The Door That Led to Where
- Finalisten:
  - Pablo Declan für Brian Catling: The Vorrh
  - Jet Purdie und Patrick Leger für Emerald Fennell: Monsters
  - Peter Adlington für Tim Clare: The Honours
  - Alex Merto für Kelly Link: Get in Trouble

2015
- Gewinner: Nick Harkaway: Tigerman, cover by Glenn O’Neill
- Finalisten:
  - Steve Marking für Valerie Martin: The Ghost of the Mary Celeste
  - Ben Summers für den Umschlag von Lavie Tidhar: A Man Lies Dreaming
  - Emily Carroll und Sonja Chaghatzbanian für den Umschlag von Emily Carroll: Through the Woods
  - Rafaela Romaya and Yehring Tongfür den Umschlag von Michel Faber: The Book Of Strange New Things

2014
- Gewinner: Will Staehle für Adam Christopher: The Age Atomic
- Finalisten:
  - Sinem Erkas für C. Robert Cargill: Dreams and Shadows
  - Amazing15 für Cory Doctorow: Homeland und Pirate Cinema
  - Gianmarco Magnani für Monica Hesse: Stray
  - Joey Hi-Fi für Charlie Human: Apocalypse Now Now

2013
- Gewinner: Dave Shelton für die Illustrationen von Dave Shelton: A Boy and a Bear in a Boat
- Finalisten:
  - La Boca für Ned Beauman: The Teleportation Accident
  - Oliver Jeffers für John Boyne: The Terrible Thing That Happened to Barnaby Brocket
  - Tom Gauld für Matthew Hughes: Costume Not Included
  - Peter Mendelsund für Ben Marcus: Flame Alphabet

2012
- Gewinner: Peter Mendelsund für Glen Duncan: The Last Werewolf
- Finalisten:
  - Stephen Walter und Patrick Knowles für Ben Aaronovitch: Rivers of London
  - John Spencer für Umberto Eco: The Prague Cemetery; design by Suzanne Dean
  - Lauren Panepinto für Simon Morden: Equations of Life
  - Jim Kay für Patrick Ness, Siobhan Dowd: A Monster Calls

### Invisible Tentacle (Online-Fiction)
2016
- Gewinner: Life Is Strange, Videospiel von Dontnod Entertainment
- Finalisten:
  - Arcadia, interaktiver Roman von Iain Pears
  - Daniel Barker’s Birthday, Twitter-Fiction von @FrogCroakley
  - The Last Hours of Laura K, BBC Writers Room
  - Bloodborne, Videospiel von Hidetaka Miyazaki / FromSoftware

2015
- Gewinner: Kentucky Route Zero Act III, Videospiel von Cardboard Computer
- Finalisten:
  - @echovirus12, Twitter-Fiction von Jeff Noon und anderen
  - 80 Days, Videospiel von Inkle Studios
  - Sailor’s Dream, Videospiel von Simogo

### Black Tentacle (Jurypreis)
- 2016: Patrick Ness als Vertreter der Genre-Community für Aktionen anlässlich der Flüchtlingskrise, bei der Ness über £690,000 für die Aktion Save the Children sammelte
- 2015: Sarah McIntyre, Autor und Illustrator
- 2014: Malorie Blackman für „outstanding achievement in encouraging and elevating the conversation around genre literature“
- 2013: Lavie Tidhar für World SF Blog, eine Website mit internationaler spekulativer Literatur
- 2012: SelfMadeHero, Comicverleger
- 2011: Donald Westlake für den Roman Memory